# Good Ones
Good Ones è un singolo della cantante britannica Charli XCX, pubblicato il 2 settembre 2021 come primo estratto dal quinto album in studio Crash.

## Tracce
Testi e musiche di Mattias Larsson, Oscar Holter, Caroline Ailin, Robin Fredriksson, Jonnali Parmenius e Charlotte Aitchison.
1. Good Ones – 2:16

## Classifiche
| Classifica (2021) | Posizione massima |
| ----------------- | ----------------- |
| Irlanda           | 60                |
| Regno Unito       | 44                |